# Cantonul Carquefou
Cantonul Carquefou este un canton din arondismentul Nantes, departamentul Loire-Atlantique, regiunea Pays de la Loire, Franța.

## Comune
- Carquefou (reședință)
- Mauves-sur-Loire
- Sainte-Luce-sur-Loire
- Thouaré-sur-Loire